# Đinh Xuân Tiến
Đinh Xuân Tiến (sinh ngày 10 tháng 1 năm 2003) là một cầu thủ bóng đá chuyên nghiệp người Việt Nam đang thi đấu ở vị trí tiền vệ tấn công cho câu lạc bộ Sông Lam Nghệ An và đội tuyển U-23 quốc gia Việt Nam.

## Sự nghiệp câu lạc bộ
Đinh Xuân Tiến trưởng thành từ lò đạo tạo của Sông Lam Nghệ An. Mùa giải 2021, anh được đôn lên đội một Sông Lam Nghệ An nhưng chưa có cơ hội ra sân ở V.League 1 vì dịch COVID-19.
Ngày 13 tháng 3 năm 2022, Đinh Xuân Tiến có trận ra mắt Sông Lam Nghệ An khi vào sân thay cho Phan Văn Đức bị chấn thương trong trận đấu gặp Sài Gòn.

## Sự nghiệp quốc tế
Năm 2022, Xuân Tiến ở tuổi 19 đã là nhà vô địch U-23 Đông Nam Á. Tại giải đấu được tổ chức tại Campuchia, Tiến đóng góp một bàn thắng và một đường kiến tạo trong trận gặp U-23 Singapore ở vòng bảng. Sau đó, anh cùng một số cầu thủ khác không thể tiếp tục hành trình với U-23 Việt Nam khi dương tính với COVID-19.
Tháng 9 năm 2022, Xuân Tiến được triệu tập vào U-20 Việt Nam tham dự vòng loại U-20 châu Á 2023. Ở vòng loại tại Indonesia, anh ra sân cả 3 trận, ghi được 2 bàn thắng góp công giúp U-20 Việt Nam giành vé tham dự vòng chung kết. Tại vòng chung kết tổ chức tại Uzbekistan, Đinh Xuân Tiến có tên trong danh sách tham dự của U-20 Việt Nam. Anh lọt vào top các cầu thủ đáng xem nhất vòng chung kết do AFC bình chọn. Tuy nhiên, Xuân Tiến không có cơ hội ra sân và U-20 Việt Nam bị loại từ vòng bảng.

## Thống kê sự nghiệp

### Câu lạc bộ
Tính đến ngày 17 tháng 2 năm 2023
| Câu lạc bộ       | Mùa giải       | Giải đấu       | Giải đấu | Giải đấu | Cúp quốc gia | Cúp quốc gia | Khác | Khác | Tổng cộng | Tổng cộng |
| Câu lạc bộ       | Mùa giải       | Hạng           | Trận     | Bàn      | Trận         | Bàn          | Trận | Bàn  | Trận      | Bàn       |
| ---------------- | -------------- | -------------- | -------- | -------- | ------------ | ------------ | ---- | ---- | --------- | --------- |
| Sông Lam Nghệ An | 2022           | V.League 1     | 16       | 0        | 1            | 0            | —    | —    | 17        | 0         |
| Sông Lam Nghệ An | 2023           | V.League 1     | 5        | 0        | 1            | 0            | —    | —    | 6         | 0         |
| Tổng sự nghiệp   | Tổng sự nghiệp | Tổng sự nghiệp | 21       | 0        | 2            | 0            | 0    | 0    | 23        | 0         |

### Bàn thắng quốc tế

#### U-23 Việt Nam
| #  | Ngày                | Địa điểm                                    | Đối thủ   | Bàn thắng | Kết quả | Giải đấu                                  |
| -- | ------------------- | ------------------------------------------- | --------- | --------- | ------- | ----------------------------------------- |
| 1. | 19 tháng 2 năm 2022 | Sân vận động Visakha, Phnôm Pênh, Campuchia | Singapore | 2–0       | 7–0     | Giải vô địch bóng đá U-23 Đông Nam Á 2022 |
| 2. | 20 tháng 8 năm 2023 | Sân vận động tỉnh Rayong, Rayong, Thái Lan  | Lào       | 3–1       | 4–1     | Giải vô địch bóng đá U-23 Đông Nam Á 2023 |
| 3. | 24 tháng 8 năm 2023 | Sân vận động tỉnh Rayong, Rayong, Thái Lan  | Malaysia  | 1–0       | 4–1     | Giải vô địch bóng đá U-23 Đông Nam Á 2023 |
| 4. | 24 tháng 8 năm 2023 | Sân vận động tỉnh Rayong, Rayong, Thái Lan  | Malaysia  | 3–0       | 4–1     | Giải vô địch bóng đá U-23 Đông Nam Á 2023 |

#### U-20 Việt Nam
| #  | Ngày                | Địa điểm                                           | Đối thủ   | Bàn thắng | Kết quả | Giải đấu                               |
| -- | ------------------- | -------------------------------------------------- | --------- | --------- | ------- | -------------------------------------- |
| 1. | 14 tháng 9 năm 2022 | Sân vận động Gelora Bung Tomo, Surabaya, Indonesia | Hồng Kông | 1–0       | 5–1     | Vòng loại Cúp bóng đá U-20 châu Á 2023 |
| 2. | 14 tháng 9 năm 2022 | Sân vận động Gelora Bung Tomo, Surabaya, Indonesia | Hồng Kông | 3–0       | 5–1     | Vòng loại Cúp bóng đá U-20 châu Á 2023 |
| 3. | 18 tháng 9 năm 2022 | Sân vận động Gelora Bung Tomo, Surabaya, Indonesia | Indonesia | 2–1       | 2–3     | Vòng loại Cúp bóng đá U-20 châu Á 2023 |

## Danh hiệu

### Quốc tế
U-23 Việt Nam
- Giải vô địch bóng đá U-23 Đông Nam Á:
  -  Vô địch: 2022, 2023

U-22 Việt Nam
- Đại hội Thể thao Đông Nam Á:
  -  Huy chương đồng: 2023